# Marilynne Robinson
Marilynne Robinson (Sandpoint, Idaho, 26 de novembre de 1943) és una escriptora estatunidenca que ha obtingut nombrosos premis.
Criada com a presbiteriana, Robinson es va fer més tard congregacionalista i algunes vegades predica a l'Església Congregacional Unida de Crist a Iowa. 
Filla d'Ellen Harris Summers i John J. Summers, Robinson va viure, durant la seva infància a petites ciutats de l'Oest Mitjà; Va estudiar a Pembroke College, el col·legi femení de la Universitat de Brown i va llicenciar-se en Filosofia i lletres el 1966; posteriorment, va obtenir un doctorar en anglès per la Universitat de Washington (1977).
L'any 1980 va escriure la seva primera novel·la, Housekeeping, que va tenir immediatament un gran èxit de crítica: va ser nominada per al premi Pulitzer i dos anys després va guanyar el Hemingway que atorga el Pen Club de Nova Anglaterra. Va trigar gairebé un quart de segle a publicar la seva segona novel·la, Gilead, que va sortir el 2004. Va tenir encara més èxit que l'anterior: va obtenir el premi del Cercle de Crítics d'aquell any i, el següent, va guanyar el Pulitzer i l'Ambassador Book Award. La següent novel·la, Home (2008) va ser finalista del Premi Nacional del Llibre i va obtenir l'Orange 2009 (actual Premi Femení de Ficció). L'any 2014 va publicar la seva quarta novel·la, Lila, que també va rebre molt bona crítica.
Robinson ha publicat, a partir de 1989, també una sèrie d'assajos, alguns dels quals han estat distingits amb importants guardons. Mother Country: Britain, the Welfare State, and Nuclear Pollution, el seu primer llibre de no ficció, va ser finalista del Premi Nacional del Llibre; Absence of Mind: The Dispelling of Inwardness from the Modern Myth of the Self va guanyar en 2009 el de les Conferències Terry de la Universitat Yale i The Death of Adam: Essays on Modern Thought (1998), el PEN/Diamonstein-Spielvogel Award for the Art of the Essay.
Ha escrit articles i crítiques literàries per a revistes com Harper's, The Paris Review i The New York Times Book Review. Ha obtingut residències en diverses universitats, fa classes a l'Iowa Writers' Workshop i viu a Iowa City.

## Obres
Novel·les
- Housekeeping (1980)
- Gilead (2004)
- Home (2008)
- Lila (2014)

No ficció
- Mother Country: Britain, the Welfare State, and Nuclear Pollution (1989)
- The Death of Adam: Essays on Modern Thought (1998)
- Absence of Mind: The Dispelling of Inwardness from the Modern Myth of the Self (2010)
- When I Was a Child I Read Books: Essays (2012)
- The Givenness of Things (2015)

## Premis i reconeixements
- Hemingway Foundation/PEN Award 1982 per Housekeeping
- PEN/Diamonstein-Spielvogel Award for the Art of the Essay per The Death of Adam
- Premi del Cercle de Crítics 2004 per Gilead
- Premi Pulitzer 2005 per Gilead
- Premi Grawemeyer de Religió 2006 (Universitat de Louisville)
- Finalista del Premi Nacional del Llibre 2008 per Home
- Premi del Llibre 2008 de Los Angeles Times por Home
- Premi Orange 2009 per Home
- Premi de Cercle de Crítics 2014 per Lila
- Premi Park Kyung-ni 2013